# 谷地頭温泉
谷地頭温泉（やちがしらおんせん）は、北海道函館市谷地頭町にある温泉。

## 概要
函館山山麓の爆裂火口跡といわれてている谷地にある温泉である。寒川火山噴出岩層に湯脈がある。

## 泉質
泉質は日帰り入浴施設「谷地頭温泉」館内掲示の温泉分析書（2008年<平成20年>付）によると
- ナトリウム - 塩化物泉（中性高張性高温泉）
  - 源泉温度 65.1℃、pH 6.4（中性）、湧出量 毎分330リットル
  - 淡黄色濁、強カン味、無臭。源泉は湯船で茶褐色を呈する。

## 施設
日帰り入浴施設
函館山の東側山麓に、広い内風呂と露天風呂を備え、源泉掛け流しの日帰り入浴施設「谷地頭温泉」が存在する。
旅館
かつては温泉旅館も存在していたが閉館している。ほか、宿泊施設と老人ホームを兼ね備えた厚生年金ハートピア函館も存在したが、民間への売却後は有料老人ホームの「フルールハピネスはこだて」となっている。
その他
敷地内の一角には、温泉工事の際に出土した陰陽石が祀られている。

## 歴史
戦前
1878年（明治11年）の函館大火のあと、当時湿地帯であった谷地頭地区が宅地造成され、1881年（明治14年）竣工、翌1882年（明治15年）、事業家の勝田銀蔵によって温泉掘削が行われ営業した。1883年（明治16年）9月の「函館新聞（現在の函館新聞とは別）」には、「谷地かしら公園抔へ散歩の人も多く浅田屋の七色・柳川の蕎麦を当込む女連中もあれば勝田の温泉に浴する人も多く」とある。元々低温の温泉が湧出していた。
1934年（昭和9年）3月21日発生の昭和9年函館大火で勝田温泉旅館が焼失した（後に再建）。山内温泉の施設も焼失した。
戦後
戦後直後は勝田温泉旅館と料理旅館池の端が営業するのみとなり、泉質も劣化していた。湯温が40℃前後と低く、料理旅館池の端こそ温泉水を沸かしていたが、勝田温泉旅館は水道水を沸かしていたという。そんな中函館水道局（現、函館市企業局上下水道部）に新しい湯元の開発が持ちかけられた。同局はちょうど湯の川温泉の温泉供給管に付着するガリ対策の目処がついたこともあり、1949年（昭和24年）8月にかつてあった料亭「浅田楼」（1906年<明治39年>以降は遊廓「みやぎ野」）の土地（谷地頭町25番地）を相馬報恩会から購入をすることにし、同案が函館市議会で決議される。
翌1950年（昭和25年）に市民より谷地頭町17番地も寄付される。1951年（昭和26年）、同局よりボーリングを実施して、源泉開発が行われ、1953年（昭和28年）2月16日に市営谷地頭温泉として開業した。従来の勝田温泉旅館と料理旅館池の端は同局より分湯を受けて営業を続けた。
平成以降
勝田温泉旅館は1990年（平成2年）ごろ、料理旅館池の端は2018年（平成30年）に閉館した。
市営の日帰り入浴施設は1998年（平成10年）に改築されたものの、2013年（平成25年）4月1日に市から株式会社ケーケーエムに建物等が売却され民営化。理由は1998年（平成10年）をピークに利用者数が落ち込み、翌1999年（平成11年）から赤字が続いていたためである。2024年（令和6年）12月15日、食堂の営業を終了した。

## 源泉井戸
海岸より350m、標高15mの新しい沖積層中を200mのボーリングをした地点に湯脈があり、鉱泉なる水系と海水なる水系が混じって温泉水ができたと予想されている。
谷地頭市1号井（廃止）
自噴、1951年（昭和26年）ボーリング
谷地頭市2号井（廃止）
自噴、1952年（昭和27年）ボーリング
大量の二酸化炭素が含まれる。しかし1952年（昭和27年）6月頃より地下水混入により徐々に湯温が低下、土砂混入、湧出量も減少。その後エアリフトによる汲み上げを続けたが1953年（昭和28年）10月に廃止された。ケーシングを上端から25mを引き抜いてみると、内側に腐食がみられ無数の貫通孔が生じていた。
谷地頭市3号井
自噴、1953年（昭和28年）ボーリング
谷地頭市4号井
自噴、1953年（昭和28年）ボーリング
谷地頭市5号井
自噴、1953年（昭和28年）ボーリング
温度67.1℃、湧出量は1分間に1,100リットル（1954年<昭和29年>分析）。
谷地頭市6号井
谷地頭市7号井
谷地頭市8号井
谷地頭市9号井
谷地頭市10号井
谷地頭勝田温泉
動力揚水、1953年（昭和28年）ボーリング
谷地頭池の端温泉
動力揚水、ボーリング
谷地頭金森温泉
動力揚水

## アクセス
- 鉄道：函館市電谷地頭停留場下車、徒歩約5分。